# 79382 Aliprandi
79382 Aliprandi è un asteroide della fascia principale interna. Scoperto nel 1997, presenta un'orbita caratterizzata da un semiasse maggiore pari a 2,269199 UA e da un'eccentricità di 0,189882, inclinata di 5,482504ª rispetto all'eclittica.
Valentina Aliprandi (1981–2014) à stata una pasticciera italiana di professione con la passione per il teatro. Fece parte di Veliero, una associazione che promuove, attraverso il teatro, l'integrazione di giovani con disabilità fisiche e mentali. 